# SAMコロンビア501便墜落事故
SAMコロンビア501便墜落事故とは1993年5月19日に発生した航空事故である。経由地のメデジンにあるホセ・マリア・コルドバ国際空港への降下中に発生したこの事故で乗客乗員132名全員が死亡した。

## 機体
事故機のボーイング727-46（HK-2422X）は製造番号18876として1965年12月に製造され、翌月の1966年1月に日本航空に納入された（当時の機体番号：JA8309）。1972年11月に大韓航空へリースされた後1980年にSAMコロンビアが購入し、機体記号はHK-2422Xに変更された。

## 事故
現地時間14時18分にパナマのトクメン国際空港を離陸した501便はメデジン経由でボゴタへと向かっていた。501便には125人の乗客と7人の乗務員が搭乗しており、その中にはボゴタで開かれる予定の国際会議に出席する予定だったパナマ人歯科医師もいた。
事故当時のメデジン周辺の天候は雷雨によって悪く自動方向探知機を使用した飛行が難しかった上に、メデジンVOR/DMEはテロ攻撃により破壊されていた為、通常のアプローチが行えなかった。これによって本来通過するはずだったアベホラルビーコンを実際には通過していないにもかかわらず通過した旨を誤ってメデジンの航空管制に報告。高度16,000フィート (4,900 m)から12,000フィート (3,700 m)への降下の指示に従いそのまま501便は全長3,749メートル (12,300 ft)のパラモ・フロンティノ山に激突した。